# Pedro de Albalat
Pedro de Albalat o Albalate (? - Tarragona, c. 1251) fue un eclesiástico aragonés, sucesivamente sacristán y obispo de Lérida y arzobispo de Tarragona.

## Biografía
Algunos hechos destacados de su gestión al frente de la archidiócesis fueron la restauración de la diócesis valentina tras la reconquista de Valencia en 1238 por el rey Jaime I y su anexión a la provincia eclesiástica tarraconense; los pleitos mantenidos con el arzobispo de Toledo Rodrigo Jiménez de Rada, que reclamaba para su archidiócesis la sede de Valencia y la primacía sobre las demás sedes ibéricas;
la intervención en el cisma producido en el obispado de Pamplona tras la muerte del obispo Pedro Ramírez de Pedrola y los enfrentamientos con el rey Teobaldo I de Navarra, que había expulsado al obispo Pedro Ximénez de Gazólaz; la lucha contra la herejía albigense, que por aquellas fechas se extendía por el reino, 
o la celebración de varios concilios provinciales.
Su hermano Andrés fue también eclesiástico, obispo de Valencia desde 1248.
| Predecesor: Berenguer de Erill   | Obispo de Lérida 1236 - 1238       | Sucesor: Ramón de Siscar    |
| Predecesor: Guillermo de Montgrí | Arzobispo de Tarragona 1238 - 1251 | Sucesor: Benet de Rocabertí |